# Paragus villipennis
Paragus villipennis är en tvåvingeart som beskrevs av Thompson 1992. Paragus villipennis ingår i släktet stäppblomflugor, och familjen blomflugor. Inga underarter finns listade i Catalogue of Life.